# Камер (комуна)
Камер (рум. Camăr) — комуна у повіті Селаж в Румунії. До складу комуни входять такі села (дані про населення за 2002 рік):
- Камер (1899 осіб) — адміністративний центр комуни
- Педурень

Комуна розташована на відстані 416 км на північний захід від Бухареста, 34 км на захід від Залеу, 94 км на північний захід від Клуж-Напоки.

## Населення
За даними перепису населення 2002 року у комуні проживали 1899 осіб.
Національний склад населення комуни:
| Національність | Кількість осіб | Відсоток |
| -------------- | -------------- | -------- |
| угорці         | 1742           | 91,7%    |
| румуни         | 121            | 6,4%     |
| цигани         | 36             | 1,9%     |

Рідною мовою назвали:
| Мова      | Кількість осіб | Відсоток |
| --------- | -------------- | -------- |
| угорська  | 1667           | 87,8%    |
| румунська | 131            | 6,9%     |
| циганська | 101            | 5,3%     |

Склад населення комуни за віросповіданням:
| Релігія        | Кількість осіб | Відсоток |
| -------------- | -------------- | -------- |
| реформати      | 1298           | 68,4%    |
| баптисти       | 239            | 12,6%    |
| греко-католики | 97             | 5,1%     |
| бретрени       | 97             | 5,1%     |
| адвентисти     | 85             | 4,5%     |
| п'ятдесятники  | 36             | 1,9%     |
| православні    | 25             | 1,3%     |
| римо-католики  | 16             | 0,8%     |
| лютерани       | 5              | 0,3%     |
| мусульмани     | 1              | 0,1%     |